# Luguentz Dort
Luguentz Dort (ur. 19 kwietnia 1999 w Montrealu) – kanadyjski koszykarz, haitańskiego pochodzenia, występujący na pozycji rzucającego obrońcy, aktualnie zawodnik zespołu Oklahoma City Thunder.
W latach 2015–2017 brał udział w turnieju Adidas Nations, zdobywając srebrny medal w 2016.
W 2017 wziął udział w meczach wschodzących gwiazd – Nike Hoop Summit, BioSteel All Canadian, w drugim z wymienionych został uznany MVP (również w 2018). Rok później wystąpił w Canadian Showcase, także uzyskując tytuł MVP.

## Osiągnięcia
Stan na 25 sierpnia 2024, na podstawie, o ile nie zaznaczono inaczej.
NCAA
- Uczestnik rozgrywek turnieju NCAA (2019)
- MVP turnieju MGM Grand Main Event (2019)
- Najlepszy pierwszoroczny zawodnik Pac-12 (2019)[3]
- Zaliczony do:
  - I składu:
    - defensywnego Pac-12 (2019)
    - najlepszych pierwszorocznych zawodników Pac-12 (2019)

  - II składu Pac-12 (2019)
- Zawodnik tygodnia Pac-12 (26.11.2018)

Reprezentacja
- Brązowy medalista mistrzostw świata (2023)[4]
- Współlider igrzysk olimpijskich w skutecznosci rzutów wolnych (2024 – 100%)[5]